# Finteușu Mare, Maramureș
Finteușu Mare (în maghiară Nagyfentős) este un sat ce aparține orașului Șomcuta Mare din județul Maramureș, Transilvania, România.

## Etimologie
Etimologia numelui localității: Din n.fam. Finta > Fintea, Finteș (din magh. finta „pieziș, strâmb") + determinantul Mare. 

## Istorie
Prima atestare documentară cu numele Fentheus este menționată în anul 1216, într-un act de donație al regelui Andrei al Ungariei.
Autorul articolului este de părere că așezarea făcea parte dintr-un 
sistem de pază al frontierelor de la răsărit ale Ungariei cu organizații
militare de "ardăi" (paznici de pădure) români.
După alte surse, prima atestare datează din 1231 (Finteus, Fenteus). 

## Demografie
La recensământul din 2011, populația era de 639 locuitori. 

## Personalități locale
- Andrei Grobei (1900-1987), dascăl, jurnalist, folclorist.

## Referințe bibliografice

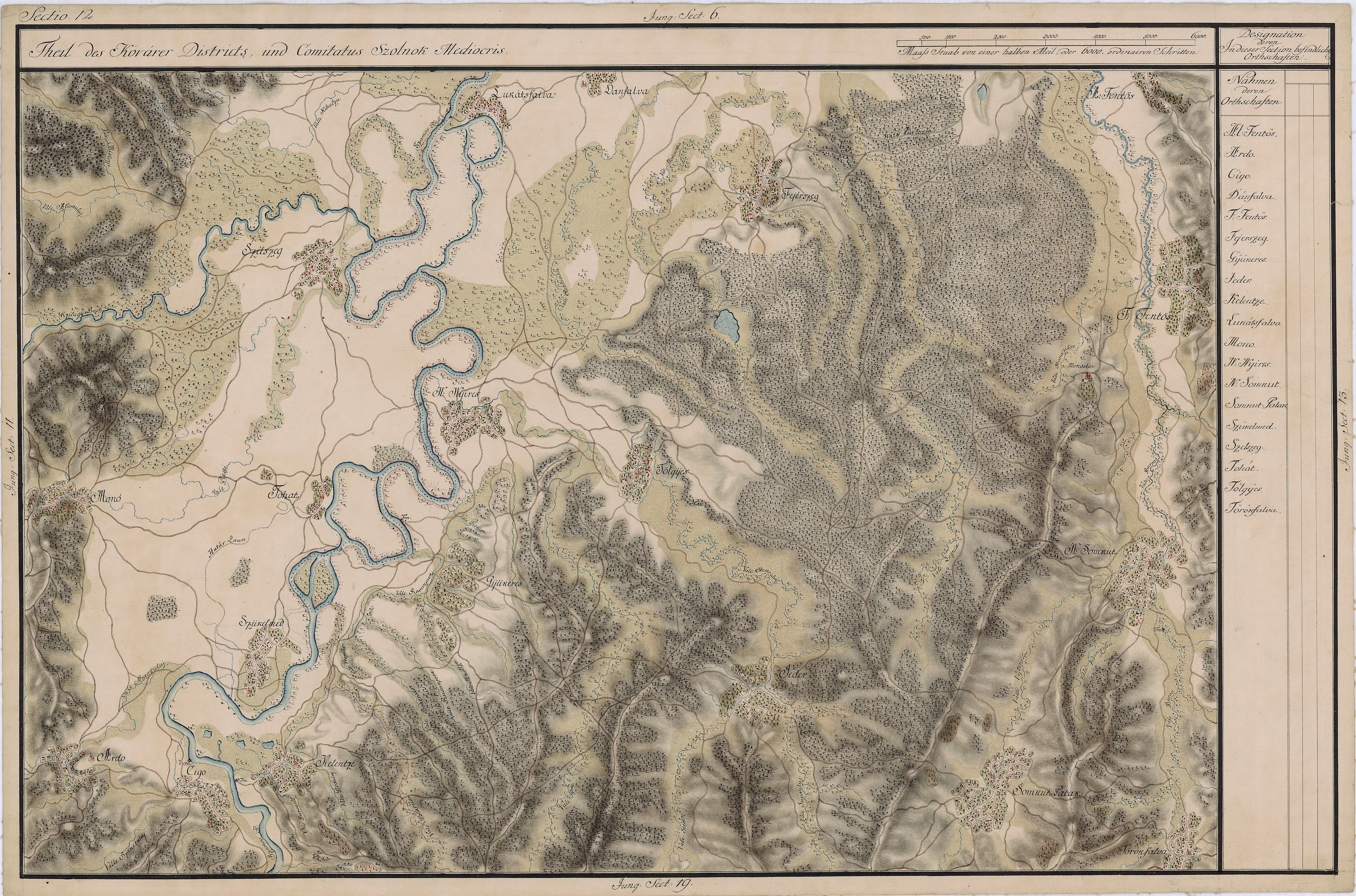
Finteuşu Mare în Harta Iosefină a Transilvaniei